# 1,2-プロパンジチオール
1,2-プロパンジチオール（英: 1,2-Propanedithiol）は、化学式HSCH2CH(SH)CH3で表される、最も単純なキラルジチオールである。無色の液体で、強い臭気を持つ。
エピスルフィドCH3CHCH2S に硫化水素を添加することにより得られる。
屈折率は1.531-1.541。日本の消防法では危険物第4類第二石油類（非水溶性）に区分される。